# Sovereign Light Café
«Sovereign Light Café» es una canción de la banda inglesa de rock alternativo Keane lanzado como el tercer sencillo de su cuarto álbum de estudio, Strangeland.
La letra de la canción está inspirada en la ciudad de Bexhill-on-Sea en Sussex Oriental, donde se encuentra realmente la cafetería, y también de la ciudad de Battle, donde muchas de las carreteras mencionadas están cerca de donde crecieron los miembros de la banda.

## Vídeo musical
El video musical se estrenó el 30 de mayo de 2012. Esta dirigido por Lindy Heymann y fue filmado en la localidad de Bexhill-on-Sea, en East Sussex. El video muestra a los miembros de la banda paseando por la ciudad mientras están rodeados de varios bailarines, acróbatas, ciclistas y aparece también la Heathfield Silver Band. Los miembros de la banda y todos los artistas se encuentran afuera de la cafetería Sovereign Light Café al final del video y termina con una foto grupal.

## Lista de canciones
- Descarga digital[3]

1. "Sovereign Light Café" – 3:38
2. "Difficult Child" – 3:44

- Descarga digital — remix[4]

1. "Sovereign Light Café" (Afrojack Remix) – 6:16

## Posicionamiento en listas
| Lista (2012–13)                            | Mejor posición |
| ------------------------------------------ | -------------- |
| Bélgica (Ultratip flamenca)                | 2              |
| Bélgica (Ultratip valona)                  | 4              |
| Escocia (Scottish Singles Sales Chart)     | 49             |
| Estados Unidos (Adult Alternative Songs)   | 20             |
| Países Bajos (Dutch Top 40) Afrojack remix | 22             |
| Países Bajos (Mega Single Top 100)         | 71             |
| Reino Unido (Official Charts Company)      | 74             |